# Irresistible (álbum)
Irresistible es el segundo álbum de la cantante pop estadounidense, Jessica Simpson, publicado por Columbia Records el 5 de junio de 2001 en los Estados Unidos. El álbum fue producido por Cory Rooney, Rodney Jerkins, Walter Afanasieff, entre otros, e incluyó una aparición de Marc Anthony. En contraste con su álbum debut "Sweet Kisses" (1999), que incluye mayormente baladas, "Irresistible" es una álbum con un toque hip hop y R&B. Simpson describió el material como una, mezcla de "Mariah Carey", indica la plenitud del alma de las canciones, así como su atractivo contemporáneo. Los temas líricos se abordan en el álbum incluyen el amor y el desamor, la sexualidad y la autoestima.
"Sweet Kisses", que estaba dirigida a un público de más edad, no tuvieron un buen desempeño en el comercio, por lo que Simpson revaluar su carrera. A sugerencia de los ejecutivos de su sello, Simpson modificó su imagen y sonido en "Irresistible", la decisión de profundizar más en el pop adolescente y los géneros R&B, ya que sentía una remodelación a sí misma para que coincida con la imagen de sus contemporáneos- Britney Spears y Christina Aguilera- esta estilo la ayudaría a rejuvenecer su carrera. Después de su lanzamiento, "Irresistible" en su mayoría recibió críticas negativas por parte de los críticos, la mayoría de los cuales se sintieron decepcionados por la música, y algunos de ellos también consideraban que era demasiado genérica y otra producida. Inicialmente, el álbum gozó de éxito comercial, debutando en el número seis en el Billboard 200. Fue una mejora de su debut anterior y el álbum llegó a vender cerca de 850.000 copias en los Estados Unidos. Fue disco de oro por la Recording Industry Association of America (RIAA) por vender más de 500.000 copias. Por otra parte, el álbum no fue tan exitoso, alcanzando el número trece en Canadá y en el Top cuarenta en Suecia, Japón y Alemania.
Irresistible tuvo dos sencillos, incluyendo el éxito internacional Top 20 "Irresistible" ya que alcanzó los veinte superiores en los charts de once países, entre ellos el número once en la lista de sencillos del Reino Unido, y en el número quince de la lista Billboard Hot 100 de los Estados Unidos. Fue seguido por "A Little Bit", su primer sencillo en no entrar al Hot 100, pero alcanzó una posición máxima de número sesenta y dos en Australia. Simpson interpretó canciones de "Irresistible" en varias ocasiones. En el año 2001, también se embarcó en su primera gira, titulado "DreamChaser Tour", para promocionar el álbum.

## Antecedentes
Simpson firmó un contrato discográfico con Columbia Records en 1998 y al año siguiente lanzó su primer disco, titulado "Sweet Kisses". El álbum ofreció en su mayoría baladas, y estaba dirigido a un público más maduro que los álbumes debut de sus contemporáneos, "Britney Spears", "Christina Aguilera" y "Mandy Moore". Simpson, incluso se mantuvo fiel a sus creencias cristianas, y vestía de forma conservadora, a diferencia de su competencia. El álbum solo alcanzó el puesto número veinticinco en "Billboard" 200 de los Estados Unidos, lejos de ser el éxito de sus contemporáneos. Simpson sentía que tenía que revaluar su carrera y aunque ella gozaba de cierto éxito, sentía que podía mejorar en esto. Simpson adoptó una imagen más sexy y más nuevo de sonido, a sugerencia de los ejecutivos de Columbia.
Ella se movió en el género más pop adolescente, ya que sentía una remodelación a sí misma para que coincida con la imagen de sus contemporáneos, Britney Spears y Christina Aguilera esta estilo la ayudaría a rejuvenecer su carrera. Se separó de su novio para ese entonces "Nick Lachey", en marzo de 2001, sintiendo la necesidad de concentrarse en su carrera. Su nueva imagen fue promovido a través de apariciones en varios eventos, donde Simpson llevaba ropa ligera. El desarrollo de esta imagen coincidía con la producción y el lanzamiento de su segundo trabajo de estudio, "Irresistible". Simpson dijo que quería retratar una pose "más sexy, y un estilo más maduro". "Grabé [Sweet Kisses] cuando tenía 17 años y ahora tengo 21 años [este mes] por lo que es de cuatro años de crecimiento involucradas", dijo Simpson en una entrevista con Coventry Newspapers en julio de 2001. En una entrevista con Cosmopolitan en junio de 2001, explicó, "Este disco es acerca de quién soy ahora. La música es más afilado, y estoy crecido." "No se trata solo de mí que canta sobre estar enamorado.

## Desarrollo

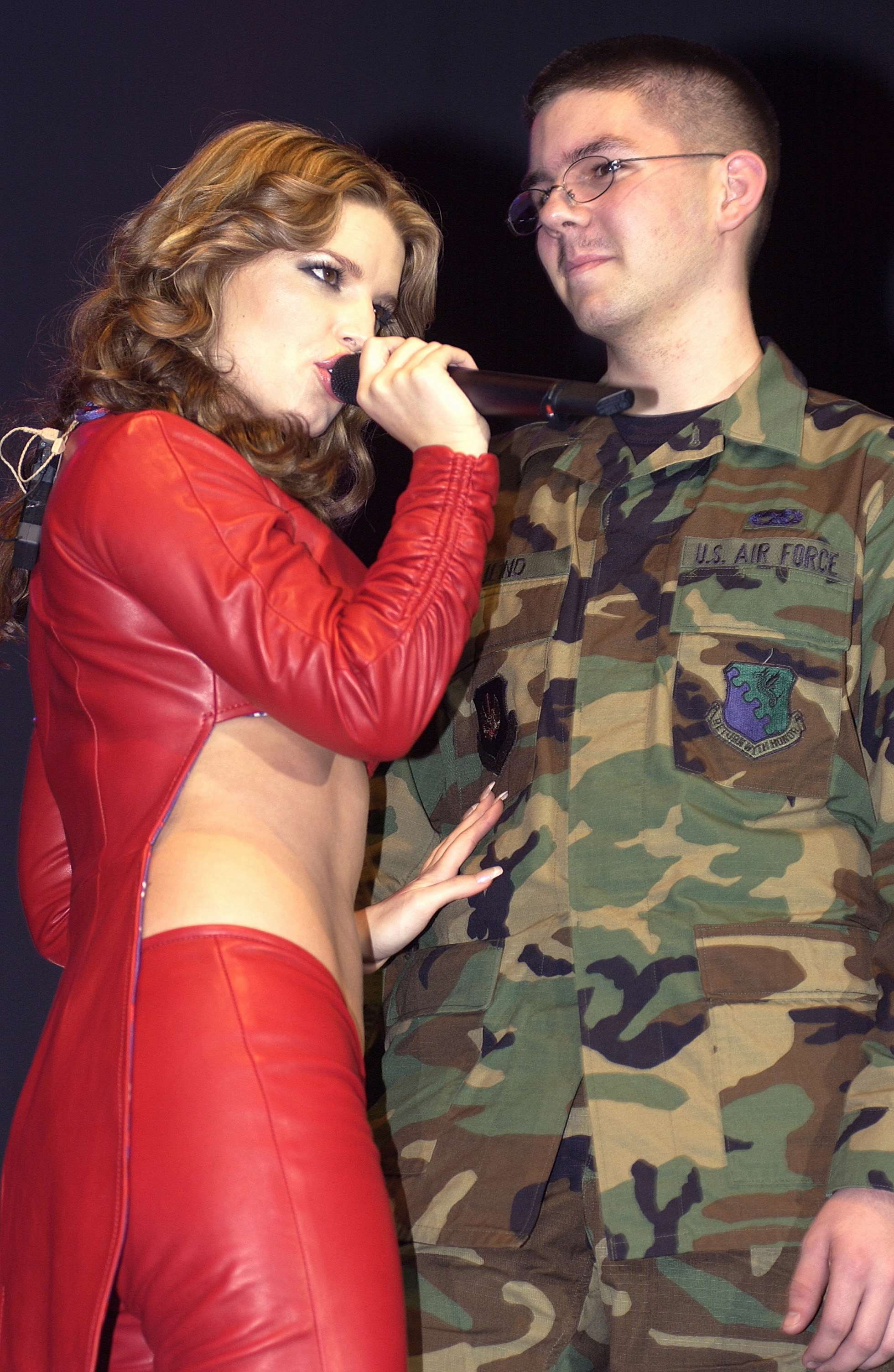
Simpson interpretando "Irresistible" en the USO Holiday Tour in 2001

Simpson comenzó a trabajar en el álbum a mediados de julio de 2000. Durante la revisión de canciones de "Sweet Kisses", que había expresado inconveniente a la hora grabar las canciones, los temas eran demasiado sugestivos o entregado un mensaje que no estaba de acuerdo con el pedido y por lo tanto fue modificado. Sin embargo, para "Irresistible", ella decidió dejar que "Tommy Mottola", el director general de Columbia, tomar el control de todo el proyecto. Se alistarón muchos compositores y productores establecidos para el álbum, a pesar de que Simpson escribió varias canciones para el álbum, estas fueron rechazadas.Cuando se le preguntó por qué, ella dijo que ella era muy tímida a la hora de escribir canciones y consideró que requiere una gran cantidad de "valentía" para escribir canciones. También expresó que no podía encontrar las palabras adecuadas para las canciones y por lo tanto no escribió para el disco. Según Simpson, el álbum no tiene un concepto definido o tema; Mottola seleccionó las canciones que se sentían eran lo suficientemente buenos para Simpson y los recopiló en un álbum.
Descrito como el lado más sexy de Simpson, la canción de apertura fue escrita por el dúo de "Anders Bagge" y "Arnthor Birgisson", en colaboración con "Sheyne Pamela", cantante y compositora. Birgisson propuso la tecnología en el sonido de música en el sonido, después de Sheyne propuso el título y el concepto. Bagge y Birgisson desarrolló la melodía y completarón letra de la canción. Sheyne también canta en los coros de la canción."A Little Bit" fue escrita por "Kara DioGuardi", junto a "Steve Morales" y "David Siegal". A pesar de que tenía las canciones escritas para otros artistas como "Kylie Minogue" y "Martine McCutcheon", la canción se convirtió en primer crédito como escritora DioGuardi para un artista de su país de origen. Simpson dijo que "el mensaje detrás de la canción es para los chicos para que escuchen a las chicas." La siguiente canción, "Forever In Your Eyes", fue coescrito por Lachey, junto con Rhett Lawrence.
"Walter Afanasieff", desde hace mucho tiempo colaborador de "Mariah Carey", ha trabajado con Simpson en tres cortes de "Irresistible". Una de las canciones, "When You Told Me You Loved Me", fue escrita por "Afanasieff" en colaboración con "Billy Mann". En una entrevista con Allpop, Simpson nombre de la canción como una de sus favoritas y dijo: "Realmente la base de que en una situación de un amigo mío cuyos padres están divorciados. Me gusta la emoción detrás de esa canción." Cory Rooney escribió: "Hot Like Fire" únicamente, Simpson, que describió como "cosa de niños ciertamente no", una canción, con mucha actitud". "Louis Biancaniello" y "Watters Sam" también fueron traídos a escribir y producir canciones para el álbum. Uno de los cortes, "For Your Love", de acuerdo con Simpson, es una reminiscencia de "I Wanna Love You Forever" de (1999). Simpson cubrió con un himno country "His Eye Is on the Sparrow", como la última canción del álbum. Ella dijo: "Yo quería darle a mi público un pedazo de mi corazón y el alma. El mensaje es que hay tanto en la vida que puede conseguir que desaniman, pero si confías en que estás siendo vigilado, usted tiene una razón para vivir y un sentido de libertad. Es diferente para todos, pero para mí, mi relación con Dios es la forma en que despejar las sombras que se ciernen en nuestras vidas.

## Grabación y producción

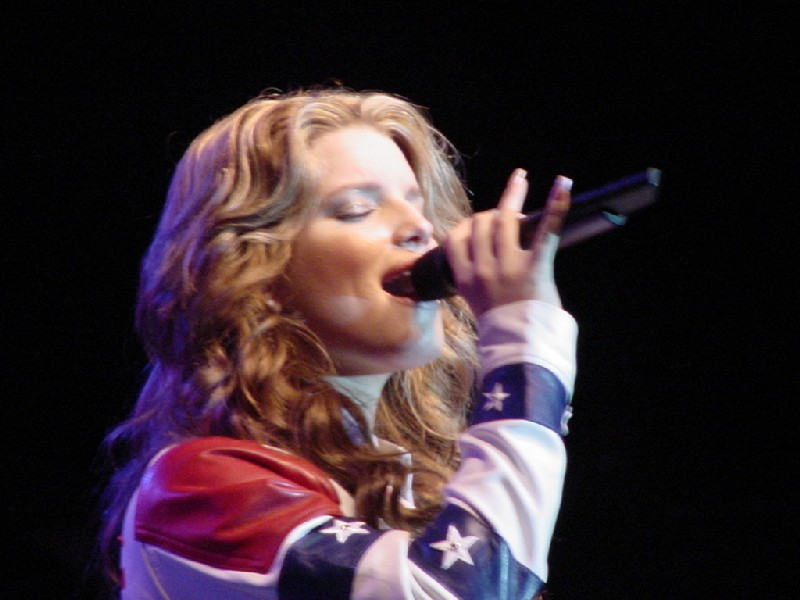
Simpson en the USO Holiday Tour en 2001

Mottola seleccionada "Cory Rooney" como el productor ejecutivo de "Irresistible". La mayoría de los trabajos de grabación y mezcla se realizaron en los estudios Sony Music, Nueva York y se completó en un lapso de tiempo de ocho meses. Rooney también coordinó el proceso de grabación, mientras que "Robert Williams" microfoneada las voces. C-800G de Sony Micrófono de condensador de tubo, equipado con un doble diafragma grande y patrón de recogida electrónica de selección, se utilizó para grabar las voces. En una entrevista con la revista Sony Sound Byte en 2002, Williams dijo que de su elección: "En el estudio, todo se reduce a lo que se oye. Ella tiene una gama tan grande, desde un susurro a gritos verdaderamente, y se necesita un micrófono que puede manejar la gama sin distorsión." Había usado el micrófono para el primer álbum de Simpson y sintió que le sentaba bien. También señaló que en las baladas ", el de S y los sonidos de los labios mojados" son importantes para la textura de la canción. De acuerdo con él, como la voz de Simpson tendían a ser "brillante", editó los extremos inferiores de su voz para igualar la pista. Para mezclar las pistas, una consola de Sony Oxford fue utilizado. Audio ingeniero de Mick Guzauski explicó SoundByte que utiliza la consola de "Automated función EQ" en las pistas. Él dijo que él podría "adaptar la respuesta en frecuencia y dinámica dentro de cada canción con ecualizador óptimo en cada terreno de juego y nivel." Para la pistas Afanasieff, los coros y overdubs se llevaron a cabo en la consola de Oxford en el mundo de Wally Studio B, en San Rafael, California. Simpson y su compañero de disquera "Marc Anthony" aparece como vocalista invitado en la balada "There You Were". Simpson conoció a Anthony en la grabación del especial de Navidad en Washington en 2000. Hablaban entre sí, y propuso grabar una canción en sus dos próximos discos. Cantaron la canción al lado a lado en el estudio y toda la canción se terminó el plazo de seis horas. "Forever in Your Eyes" fue una de las primeras canciones que se registran para el álbum, y fue producido por "Rhett Lawrence". Fue grabado en los estudios Sony Music en dos horas. Rodney Jerkins, quien estaba familiarizado con Mottola, produjo dos cortes en Irresistible. En una entrevista con Sony Music Japan, Simpson dijo que nunca conoció en persona Jerkins. Él produjo y grabó la música de las canciones, y envió la cinta a Colombia, de la cual "Imagination" y "I Never" fueron seleccionados. Cory Rooney produjo la voz de Simpson y Tony Maserati mezclan las voces.
En un principio, Simpson no quería grabar "What's It Gonna Be". Sin embargo, debido a la persuasión de su sello discográfico, grabó la canción y en última instancia se convirtió en amante de ella. Para la grabación de la canción, Simpson viajó a Murlyn Music Studios, en Suecia. "A Little Bit" fue producido por "Ric Wake", a pesar de que produjo muchas canciones para el álbum, solo "A Little Bit", se utilizó en el álbum. La versión japonesa del álbum incluye una canción adicional una versión remix de "Irresistible", para lo cual Simpson volvió a grabar sus voces.
Acerca del proceso de producción del álbum, Simpson dijo: "Estábamos todos los involucrados en este disco" y "Es una bendición tener a tantas personas tan poderosos a bordo. Simplemente me hace querer ser una mejor artista."
"Will Botwin", gerente general de Columbia Records y VP ejecutivo de Columbia Records Group, afirma el estado de Simpson prioridad en la disquera. "Nuestra meta con este disco es convertir a Jessica en una súper estrella", dice.

## Composición

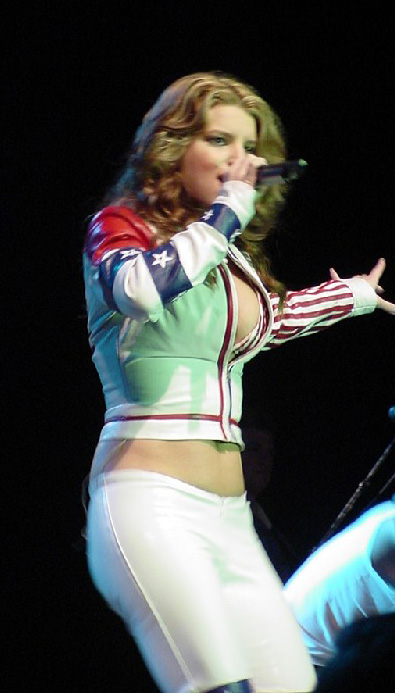
Simpson en the USO Holiday Tour en 2001

Simpson describió a "Irresistible" como una mezcla a de "Mariah Carey"... muy maduro, pero accesible a los adolescentes." La primera canción, "Irresistible", es una canción de R&B con influencias del Pop-Dance. También se exhiben elementos de pop rock y géneros de funk, al tiempo que incorpora los ritmos latinos. Aparte de la inclusión de una sección de cuerda. la pista cuenta con la voz entrecortada de Simpson. Según el autor de Ben Graham, la letra de la canción ver que Simpson se despojar de su imagen virginal. Bob Waliszewski de Plugged In dio una observación similar de las letras, la escritura que apuntan a un compromiso sexual inminente. "A Little Bit" es una canción dance-pop siguiendo el mismo ritmo orientado patrón como "Irresistible". Cuenta con instrumentos de piano y Simpson canta las letras como los versos de fuego rápido y con ganchos de inicio y parada. Simpson adopta nuevamente la voz entrecortada, y las letras hablan de lo que ella espera de su pareja: "un poco más, espera un poco menos / El corazón de un poco más." La canción también exigen cambios saludables en su relación. "Forever In Your Eyes" explora elementos de la música latina, la canción está respaldado por la guitarra española y se infunde con ritmos de hip-hop. La letra describe una pareja de enamorados que yacían juntos "durante toda la noche". "There You Were" es una balada la cual fue comparado a la canción anterior de Simpson "Where You Are" de (2000). La letra de la canción es un homenaje a la pareja. La canción recibió una respuesta negativa de los críticos, con algunos que calificó de "cursi" y "innecesario". "What's It Gonna Be" es una canción pop bubblegum influenciado por la música funk, de los 80s, que se comparó, con "Oops!... I Did It Again" de Spears. El acuerdo con Simpson letras esperando una respuesta de su novio al respecto al matrimonio.
"When You Told Me You Loved Me" es otra balada sobre el amor, esta vez utilizando una guitarra española. Respaldado por una orquesta completa de 60 piezas, la canción y la voz de Simpson se compara con la de Carey y "Celine Dion". "Hot Like Fire", que recibió críticas positivas de los críticos. La canción es comparada con temas de la talla de Michael Jackson. La canción comienza con una llamada "falsa" telefónica entre Simpson y su amiga, este último explica que el novio de Simpson ha estado engañándola. La canción, tiene ritmos de hip-hop y ritmos electro, demostrar la molestia de Simpson en el ser engañado por su novio. "Imagination" es una canción con influencias electrónicas y R&B. "To Fall in Love Again" y "For Your Love" son baladas, el primero está respaldado por una orquesta de 60 piezas, y Peter Marsh de la BBC Music señaló que "se transforma en un atasco de teñido lento R'n'B." También contiene un desglose de jazz, hacia su fin. Bob Waliszewski escribió que a través de este último, "Simpson se compromete a la devoción a un compañero". "I Never", producido por Darkchild, infunde guitarras españolas, y tiene un tinte "urbano". La canción retrata el tema de la autoestima. El tema de cierre, "His Eye Is on the Sparrow", está respaldada por un coro cristiano y "alaba a Dios por cuidar de sus hijos".

## Álbum, título y lanzamiento
Las ilustraciones "Irresistible" fueron ejecutadas por "Alberto Tolot" en abril de 2001. La portada principal del álbum, muestra a Simpson, con un maquillaje pesado y, con el pelo rubio, vestida con una camisa semi-transparente, elevanda un poco para exponer su ombligo. Simpson dijo que: "Dios me dio a mi cuerpo, ya sabes. Sólo estoy haciendo lo que pueda para hacer que se vea bien". Más tarde, en una entrevista con el periódico Orlando Sentinel, dijo que la portada o cubierta del álbum fue "una señal de confianza". Sin embargo, la portada recibió la atención negativa de muchos críticos, incluyendo a Plugged In, que era un firme defensor de Simpson y su imagen de "virgen", en "Sweet Kisses". Se declaró: "En todo caso, hace frente con la tentación irresistible, junto con la falta de modestia en general de Simpson, a los modelos de una ética sexual dudosa." Algunos críticos critican la portada por ser editada digitalmente, mientras que otros comentaron sobre la similitud de Simpson con Spears. La versión japonesa del álbum tiene la misma portada del sencillo "Irresistible".
El título tentativo para el álbum era, Hot Like Fire, más tarde cambió al nombre de Imagination pero el 16 de marzo de 2001, se confirmó que se llamaría "Irresistible". En los Estados Unidos, "Irresistible" fue inicialmente programado para ser lanzado el 20 de marzo de 2001. Sin embargo, por razones no reveladas, el lanzamiento fue empujado al 5 de junio de 2001. Una fiesta fue organizada para el 4 de junio de 2001, un día antes de la fecha del lanzamiento del álbum. El lanzamiento del álbum se celebró con una fiesta de lanzamiento en el "Water Club" de Nueva York. Simpson dijo que el lanzamiento del álbum fue un momento crítico de su carrera que podría enviarla a la fama o la oscuridad. En una entrevista, ella dijo: "Yo estoy aquí a punto de explotar." En el Reino Unido, "Irresistible" fue puesto en libertad el 16 de julio de 2001, y en Japón el 25 de mayo de 2001.

## Recepción

### Recepción crítica
Tras su liberación, "Irresistible" en su mayoría recibió críticas mixtas por parte de los críticos, la mayoría de ellos señaló que el álbum sonaba genérica. "Chuck Campbell", del Daily News le dio al álbum una calificación de 2,5 sobre 5. Rechazó el álbum como "nada más que una nota al pie", y remarcó que las canciones sonaban muy similares a los temas de Spears y Aguilera. Por último comentar la versión de Simpson de "His Eye Is on the Sparrow" fue fallida. "Teresa Gubbins" de The Dallas Morning News hizo un análisis similar, y escribió que "no hace mucho que la distingue es simpático, pero sin duda no tiene carácter distintivo. Sólo otra fórmula de entrada al campo saturado de pop adolescente." Ella le dio al álbum una calificación de C.
"David Browne" de Entertainment Weekly dijo que el álbum "debería haberse llamado 'Relentless' en español: (Implacable)." A pesar de que dio crédito Simpson por su manera de cantar, dijo que ella lo hizo de un modo "Talent Show". "Kirsten Koba" de PopMatters comentó que "Irresistible es más una reminiscencia, es decir más de lo mismo, nada diferente. "Barry Walters" de la revista Rolling Stone escribió que, salvo "Hot Like Fire", cada canción es una remezcla Irresistible, primer sencillo. Concluyó diciendo: "Con tantas opciones de pop adolescente, este cyborg-prom queen sigue siendo redundante y reaccionario". Sal Cinquemani de "Slant" llama al álbum el "segundo disco más mediocre del año". Él comentó que no había ninguna "nota original" en el álbum y las canciones son muy parecidas a las de Spears. "Allmusic" le dio al álbum 2,5 estrellas de (5 estrellas), la que dice: Todavía hay restos de "Sweet Kisses" en este álbum, Sobre con el dueto que hizo con Marc Anthony "There You Were", el cual ellos dicen que fue un gran erron en este álbum. Además comentó que el álbum fue "lleno de melodías pop espumosas, con azúcar." Señaló que, "Irresistible" y "A Little Bit", "ninguna de las canciones pueden llamarse canciones - son simplemente música de fondo con estilo." "Peter Marsh", de la BBC hizo un análisis mixto; aunque observa que el álbum sonaba como una mezcla de Spears, Aguilera, Carey y Dion, y escribió que cubría todas las "bases". "Larry Printz" de The Morning Call elogió el álbum, calificándolo de "pop agradable y moderno aceptable". Él escribió que el álbum era "claramente el mejor de la suerte", y elogió la voz de Simpson. "Chuck Taylor" de Billboard se dio una revisión positiva, de ver el álbum como "un gran paso adelante para el pop juvenil."

### Ventas

"Irresistible" fue el primer álbum de Simpson el lograr entrar al Top 10 de Billboard.

En los Estados Unidos, "Irresistible" debutó en el número seis en el Billboard 200, la semana del 23 de junio de 2001. Se vendieron 127.000 copias en su primera semana, una cifra muy alta en comparación con lo que vende en su álbum debut, 65.000 copias en su primera semana. Sin embargo, el álbum cayó al número doce de la semana siguiente, antes de caer al número veinticinco de la semana después. El álbum se mantuvo en las listas de apenas dieciséis semanas, y se ubicó en el número 171 en el Billboard 200 (fin de año). Después de 5 semanas el álbum fue certificado Oro, por Recording Industry Association of America (RIAA). En febrero de 2009, había vendido 850,000 en los Estados Unidos. En Canadá, "Irresistible" debutó en el número quince en la lista de álbumes de Canadá para la semana del 23 de junio de 2001. Se subió a su máxima posición la siguiente semana en el puesto trece, antes de salir de los veinte primeros de la semana después. Irresistible fue certificado oro por la Canadian Recording Industry Association (CRIA) en abril de 2005, por vender más de 50.000 unidades.
En el extranjero, en Australia, el álbum debutó en el número ochenta y uno en la carta de los álbumes ARIA, en la edición del 17 de septiembre de 2001. Del mismo modo, Irresistible debutó en el número setenta y cinco en la lista de álbumes de Austria, la semana del 5 de agosto de 2001. En Suiza, el álbum debutó en el número veinte, la semana del 8 de julio de 2001. En Japón, "Irresistible" debutó en el número veinticinco en la lista Oricon álbumes, con ventas de 9.560 ejemplares. La semana siguiente, que ascendió al número de veinticuatro, con ventas adicionales de 12.430 unidades. El álbum ha vendido más 150.000, y fue certificado Oro. En el Reino Unido, Irresistible alcanzó su punto máximo en la posición número 103.De acuerdo con The Daytona Beach News-Journal, el álbum ha logrado unas ventas multiplatino, que equivalente a más de 2.000.000 copias en todo el mundo.

## Promoción
Como parte de la promoción, Simpson interpretó canciones del álbum en varias apariciones en televisión y en ocasiones, incluso en "Macy's 4th of July Fireworks Spectacular", en la celebración del Día de la Independencia, y en "Dick Clark's New Year's Rockin' Eve". En julio de 2001, ella interpretó varias canciones, incluyendo "Irresistible" en "Wango Tango" un informe anual durante todo el día concierto organizado por KIIS-FM, en California. También estuvo de gira con Destiny's Child, Nelly, y Eva en el primer tour de MTV Total Request Live (TRL), que abarcó treinta fechas en los EE. UU. En noviembre, se unió al tour (USO), para entretener a las tropas estadounidenses que combaten en la Operación Libertad Duradera. La gira, que comenzó en Arlington, Virginia, se aventuró a través del Oriente Medio, incluyendo Afganistán. Quizás quisiste decir: The next month, she joined the cast of KBKS-FM Jingle Bell Bash in Seattle
Al mes siguiente, se unió al elenco de Jingle Bash KBKS-FM Bell en Seattle. En el evento, se interpretó el "Irresistible", "A Little Bit", "I Wanna Love You Forever", y "I Think I'm in Love with You". Simpson también promovió el álbum a través del desempeño en el programa de "MTV Spring Break", celebrada en Cancún, México.

### DreamChaser Tour

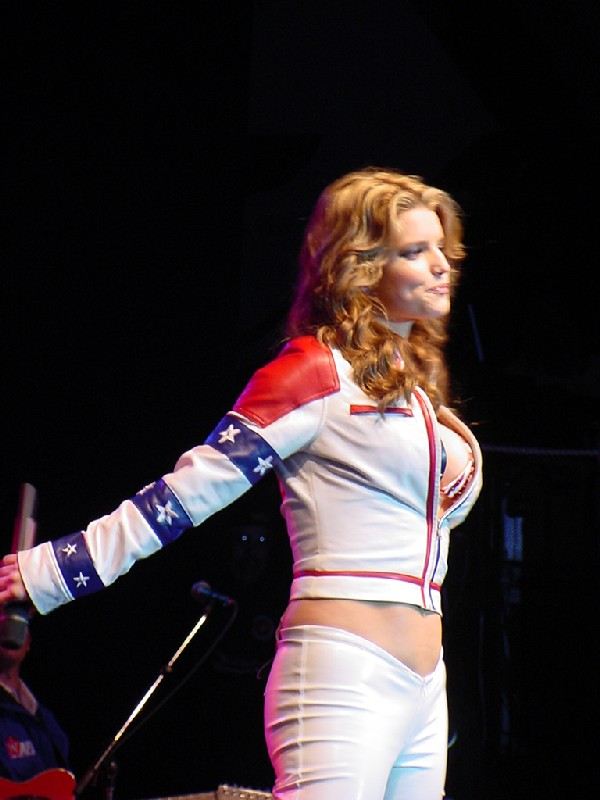
Jessica Simpson durante la interpretación de "Irresistible" en el 2001.

Aparte de las actuaciones en vivo, Simpson quedó en una posición única en América del Norte una gira como artista principal titulado "DreamChaser Tour". En contraste con su anterior co-tour con 98 Degrees, Simpson quería "Dreamchaser" como una cantante e intérprete, en el molde de Spears. Simpson decidió hacer el recorrido subido de tono mediante la adición de más bailarines y el uso de poca ropa. Ella tomó clases de baile para la gira, mientras sentía que tenía que transformarse en un artista intérprete o ejecutante. El tour fue creado en un escenario portátil llamado "Lugar Mobile Extreme", con una capacidad para 10 000 personas, y corrió en estacionamientos de centros comerciales. El escenario contó con una dimensión de 300 pies (91 m) la etapa del estadio, completado con un sistema de sonido y luces. Disposiciones relativas a los asistentes al concierto salto bungee, escalar una pared de roca, e ir navegando mecánica, mientras que el cantante no estaba llevando a cabo también se proporcionaron. El lugar contó con juegos interactivos y exposiciones, y fue apoyado por una rampa de 9 pies (2,7 m) de altura para motociclistas extremos. Los abridores de sus conciertos incluyeron a Eden's Crush, Youngstown, Toya, y Plus One. Se fue coreografiado por Dan Karaty. La gira inició el 7 de agosto de 2001, en Corpus Christi, Texas, y corrió veinticinco fechas hasta mediados de septiembre. Precio de los boletos oscila entre $29.99 y $39.99. En una entrevista con Deseret News, Simpson dijo que "fue un viaje divertido. Eso fue como una preparación para mí. Fue una de esas cosas donde yo sólo quería salir y conocer a todos mis fans". Una cinta de vídeo, titulado Dream Chaser, fue lanzado el 22 de enero de 2002, que incluye la biografía de Simpson, videos musicales, detrás de las escenas se ve en "Irresistible" y "A Little Bit", y las imágenes de la gira. La cinta alcanzó el número veinticinco en el Billboard Top Music Videos, para la emisión del 9 de febrero de 2002.

### Sencillos

#### Irresistible
"Irresistible", la canción que dio su título al álbum, fue el primer sencillo de éste. Su estreno fue realizado en la radios de Estados Unidos, el lunes 10 de abril de 2001. A ésta le siguieron las fechas de sus lanzamientos radiales y materiales alrededor del mundo, los cuales fueron realizados durante el segundo cuatrimestre del año 2001. Con ello,"Irresistible" se convirtió en el cuarto sencillo de Jessica Simspon en los Estados Unidos.
Su video musical, el primero de Jessica Simspon en el que se utilizaron efectos especiales. El vídeo muestra el lado sexy de Simspon. El video fue dirigida por Simon Brand, este oscuro futurista de espionaje-como la música de vídeo mostró a Jessica sexy ropa reveladora y romper en un laboratorio de alto secreto. Aunque su misión es aparentemente al compromiso pruebas en el laboratorio, no muy alcanzar su objetivo, sino que procede a realizar un baile sexy. En 2003, la canción ganó el "Broadcast Music Incorporated (BMI)" en la categoría "Premio de la Música Pop".
El video fue estrenado en TRL de MTV el 9 de mayo, el video debutó al día siguiente en el número 10, después de 7 días el vídeo alcanzó en el número 2. El video se mantuvo durante 26 semanas en la cuenta regresiva, hizo su segundo de vídeo con éxito de este puesto. Gracias a Irresistible, Jessica pudo ingresar al mercado latino, en MuchMusic llegó a ser un éxito, y en Latinoamérica el video logró posicionarse en las importantes cadenas de televisión, como MTV Latinoamérica en donde entró a la cuenta regresiva en Los 10 Más Pedidos llegando al puesto 2. Debido al avance en el sexo y el llamamiento espía tema, el video es a menudo comparado con "Honey" de Mariah Carey (que también tiene un tema espía y en donde destacó Carey en sexy ropa por primera vez en su carrera). Un vídeo musical también fue filmado para el So So Def remix de la canción. Simpson, nunca se ve con Lil 'Bow Wow, como sus shots fueron filmadas por separado. Mientras Simpson se vio nuevamente obligada a llevar ropa sexy para el video, ella no aceptó filmar el video, para el So So Def Remix.
"Irresistible" logró convertirse en un éxito para Jessica, al llegar al Top 20 en el Billboard Hot 100. También alcanzó el #1 en el "Hot Dance Club Play", el Top 5 en el Top 40 Tracks y Top 40 Mainstream. En el plano internacional fue un éxito, como la canción alcanzó el #2 en Bélgica (Flanders), y el Top 20 en Alemania, Reino Unido, México, Rumania, Argentina, Chile, Canadá, Noruega, Suecia, Irlanda, Suiza, Filipinas y Australia, y el Top 40 en Italia, Holanda y Nueva Zelanda, por el cual se convierte en su canción que goza de más fama en el mundo.

### A Little Bit

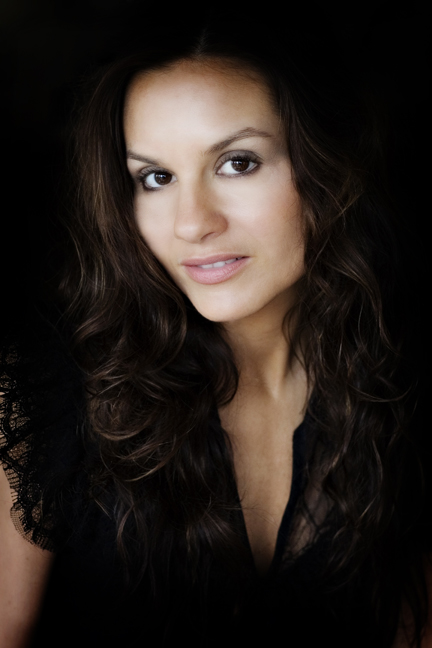
Kara DioGuardi fue una de las escritoras de esta canción.

"A Little Bit" fue el segundo sencillo de Irresistible. Sus lanzamientos alrededor del mundo fueron realizados durante el tercer cuatrimestre del año 2001. Con ello, después de los mencionados "I Wanna Love You Forever", "Where You Are", "I Think I'm In Love With You" y "Irresistible", "A Little Bit" se convirtió en el quinto sencillo de Jessica Simspon lanzado en los Estados Unidos.
En el video musical, Jessica, se presenta con una buena imagen como en su anterior álbum: "Irresistible". En el "A Little Bit", se puede apreciar a Simpson, bailando en una pista de baile futurista. Ashlee Simpson participó como bailarina en dicho clip. El mencionado fue dirigido por Hype Williams.
Como se cancelaron las promociones del sencillo debido al ateque del 11 de septiembre de 2001, la canción no logró entrar en Billboard Hot 100 en los Estados Unidos.
Más tarde, el sencillo fue lanzado fuera de los Estados Unidos. Pero "A Little Bit" no pudo lograr el éxito de su anterior sencillo "Irresistible". Aunque no fue tan exitosa en los EE. UU. y naciones de Europa, el único fue más exitoso en América Latina.
En México, "A Little Bit" fue el primer sencillo de Jessica para alcanzar el Top 10, ayudado por la promoción de la radio y el video bien por MTV Latinoamérica. También fue la primera vez que Jessica hacia promoción en Latinoamérica pues hizo una presentación en Otro Rollo programa de Televisa. En Australia, el 5 de noviembre de 2001, el único debutó en el #62, que fue su punto máximo.

#### Otros Sencillos
Muchos aficionados estaban molestos de que Columbia Records se negó un tercer sencillo de Simpson, ya que muchas pistas en el disco fueron la radio-amistosas. Entre los contendientes para el 3.er sencillo fueron "Forever In Your Eyes", "There You Were" (su dúo con Marc Anthony), "When You Told Me You Loved Me", y el favorito de los fanes "What's It Gonna Be".
- "I Never" y "When You Told Me You Loved Me" fueron utilizados como sencillos promocionales del disco. El primero, Jessica lo promocionó en presentaciones en los programas de televisión, y la segunda, formó parte de la banda sonora de la telenovela brasileña "As Filhas Da Mae"

## Listado de canciones
| N.º | Título                               | Escritor(es)                                                | Productor                          | Duración |  |
| 1.  | «Irresistible»                       | Anders Bagge, Arnthor Birgisson, Pamela Sheyne              | Anders Bagge, Arnthor Birgisson    | 3:13     |  |
| 2.  | «A Little Bit»                       | Kara DioGuardi, Steve Morales, David Siegel                 | Steve Morales, Ric Wake            | 3:47     |  |
| 3.  | «Forever in Your Eyes»               | Nick Lachey, Rhett Lawrence                                 | Rhett Lawrence                     | 3:38     |  |
| 4.  | «There You Were» (with Marc Anthony) | Louis Biancaniello, Sam Watters, Ty Lacy                    | Louis Biancaniello, Sam Watters    | 4:25     |  |
| 5.  | «What's It Gonna Be»                 | Kandice Love, Troy Oliver                                   | Cory Rooney, Troy Oliver, Ric Wake | 4:41     |  |
| 6.  | «When You Told Me You Loved Me»      | Walter Afanasieff, Billy Mann                               | Walter Afanasieff                  | 3:48     |  |
| 7.  | «Hot Like Fire»                      | Cory Rooney                                                 | Cory Rooney                        | 4:17     |  |
| 8.  | «Imagination»                        | Fred Jerkins III, LaShawn Daniels, Mischke, Rodney Jerkins  | Rodney Jerkins                     | 4:25     |  |
| 9.  | «To Fall in Love Again»              | Nick Lachey, Walter Afanasieff                              | Walter Afanasieff                  | 4:57     |  |
| 10. | «For Your Love»                      | Louis Biancaniello, Sam Watters                             | Louis Biancaniello, Sam Watters    | 4:20     |  |
| 11. | «I Never»                            | Fred Jerkins III, LaShawn Daniels, Rodney Jerkins           | Rodney Jerkins                     | 4:34     |  |
| 12. | «His Eye Is on the Sparrow»          | Lari Goss, Charles Hutchison Gabriel, Civilla Durfee Martin | Cory Rooney                        | 4:37     |  |

| Japan bonus track |                                      |                                                |            |          |  |
| N.º               | Título                               | Escritor(es)                                   | Productor  | Duración |  |
| 13.               | «Irresistible» (Hex Hector Club Mix) | Anders Bagge, Arnthor Birgisson, Pamela Sheyne | Hex Hector | 8:53     |  |

## Charts

### Semanal
| Lista (2001)           | Mejor posición |
| ---------------------- | -------------- |
| Alemania Albums Chart  | 34             |
| Australia Albums Chart | 81             |
| Austria Albums Chart   | 58             |
| Canadian Albums Chart  | 13             |
| Japón Oricon Chart     | 24             |
| Suiza Albums Chart     | 15             |
| Reino Unido Chart      | 103            |
| U.S Billboard 200      | 6              |

### Decade-end charts
| Lista (2001)     | Posición |
| ---------------- | -------- |
| US Billboard 200 | 171      |

## Premios y nominaciones
| 2001                             |                              |          |
| Blockbuster Entertainment Awards | Favorite Female - New Artist | Nominada |
| American Music Awards            | Favorite Pop/Rock New Artist | Nominada |
| Teen Choices Awards              | Choice Female Artist         | Nominada |

## Créditos y personal

### Créditos de producción
- Jessica Simpson - voz
- Walter Afanasieff - batería, teclado
- Janie Barnett - coros
- Bernard Belle - bajo
- Marcelo Berestovoy - guitarra
- Esteras Berntoft - guitarra
- Luis Biancaniello - teclado
- Greg Bieck - teclado
- Productor Ejecutivo: Corey Rooney
- Productores: Walter Afanasieff, Louis Biancaniello, Rodney Jerkins, Rhett Lawrence, Corey Rooney, Sam Watters
- Ingenieros: Louis Biancaniello, Greg Bieck, Jason Bonilla, Larry Brooks, Jim Caruana, Will Catterson, LaShawn Daniels, Paul Foley, David Gleeson, Dan Hetzel, Jim Janick, Pete Krawiec, Steve MacMillan, Glen Marchese, Adam Olmsted, Dave Reitzas, RL, David Swope, Sam Watters
- Asistente de Ingenieros: Larry Brooks, Nick Marshall, Michael McCoy, Adam Olmsted, David Swope
- Mezcla: Tom Bender, Mick Guzauski, Dan Hetzel, Richie Jones, Tony Maserati, RL
- Masterización: Ted Jensen, Bob Ludwig
- Asistente: Mark Russell
- Productor Vocal: Corey Rooney
- Ingeniero Vocal: Ron Martínez
- Coordinación de Producción: Joanie Morris, Mark Russell
- Asistente de producción: Matt Kormondy
- Programación: Walter Afanasieff, Louis Biancaniello, Jason Bonilla, Richie Jones
- Programación de Batería: Greg Bieck, RL, Rooney
- Programación de Teclado: Eric Kupper, Troy Oliver
- Arreglado: Walter Afanasieff, Louis Biancaniello, Loren Dawson, Richie Jones, Rhett Lawrence, Corey Rooney, William James Ross, Sam Watters
- Consultor de puntuación: Matthew Dellapolla
- Consultor: Debbie Datz-Pyle
- Dirección de Arte: Ron Jaramillo
- Diseño: Ron Jaramillo
- Fotografía: Jeff Bender, Alberto Tolot
- Estilista de Cabello: Ken Pavés
- Maquillaje: Francesca Tolot